# Erika Höglund
Åsa Erika Monica Höglund, ursprungligen Backström, född 11 november 1971 i Algutsboda församling i Kalmar län, är en svensk skulptör, mest känd för sina skulpturer i glas och keramik.
Höglund har studerat vid Parsons School of Design i New York. Från 1997 till 2009 var Erika Höglund anställd av Målerås glasbruk,  där hon formgav glaskonst. Från 2010 driver hon sitt eget showroom och galleri i Grönhögen på södra Öland.
Hon är dotter till konstnärerna Erik Höglund och Monica Backström, halvsyster till Anna Höglund och Albin Höglund samt dotterdotter till Astrid Sampe.